# Роза 'Херсонес'
Роза 'Херсонес' — сорт роз класса шрабы, полуплетистые розы. Декоративное садовое растение.

## Биологическое описание
Кусты компактные, мощные, побеги прочные, прямостоячие, высотой 1,5—2 метра.
Листья тёмно-зелёные, глянцевые, крупные (17—19 × 12—14 см).
Цветки ароматные, малиново-красные, обратная сторона лепестков жёлто-розовая, махровые, бокаловидные, одиночные или в соцветиях по 6—20. Диаметр цветка до 14 см, продолжительность цветения одного цветка 6—9 дней, соцветия — 12—18 дней. 
Цветение повторное, но очень обильное. В Никитском ботаническом саду цветёт с конца мая до конца ноября.

## В культуре
Сорт устойчив к вредителям и болезням. Может выращиваться в качестве высокого кустарника без опоры или с применением вертикальных опор различного типа.